# Ṣakk
Il ṣakk (in arabo صك‎?, pl. in arabo صكوك‎?, ṣukūk) è un titolo di debito conforme alla sharīʿa.
La legge della tradizione islamica, infatti, proibisce il prestito a interesse (ribā). Si possono considerare come l'equivalente, per la finanza islamica, delle azioni.
A differenza delle obbligazioni, i ṣukūk devono corrispondere ad un progetto determinato - di solito un progetto immobiliare o infrastrutturale. Quindi, mentre un'obbligazione convenzionale è una promessa di ripagare un debito, i ṣukūk sono costituiti della proprietà di una quota-parte di un debito (ṣukūk murabaḥa), di un asset (ṣukūk al-ijara), di un progetto (ṣukūk al-istisna), di un affare (ṣukūk al-musharaka) o di un investimento (ṣukūk al-istithmar). Chi detiene i sukuk quindi partecipa al rischio d'impresa (in modo simile ad un azionista occidentale) con la possibilità di non avere un flusso di ritorno dell'investimento.
Dal punto di vista giuridico, si può considerare quindi come un titolo di proprietà di un attivo che genera flussi finanziari.